# Оболкин, Никита
Никита Оболкин (род. 19 сентября 1978 года) — игрок в хоккей с мячом, защитник сборной Германии.

## Карьера
Выпускник ИрГТУ.
Проживает во Франкфурте. Тренируется в любительском клубе «5 озёр».